# USS Gansevoort (DD-608)
USS Gansevoort (DD-608) – niszczyciel typu Benson. Został odznaczony czterema battle star za służbę w czasie II wojny światowej.